# BWF Future Series 2007
Die BWF Future Series 2007 war die erste Auflage der BWF Future Series im Badminton.

## Turniere und Sieger
| Veranstaltung | Herreneinzel           | Dameneinzel       | Herrendoppel                       | Damendoppel                          | Mixed                                    |
| ------------- | ---------------------- | ----------------- | ---------------------------------- | ------------------------------------ | ---------------------------------------- |
| Algerien      | Nabil Lasmari          | Ana Moura         | Mohamed Mahlous Fateh Bettahar     | Shannon Pohl Anya Boudaoui           | Mohamed Mahlous Anya Boudaoui            |
| Brasilien     | Eric Go                | Lucía Tavera      | Lucas Araújo Paulo von Scala       | Jie Meng Valeria Rivero              | Andrés Corpancho Valeria Rivero          |
| Carebaco      | Brice Leverdez         | Marlin Maldonado  | Paulo von Scala Lucas Araújo       | Paula Pereira Thayse Cruz            | Lucas Araújo Thayse Cruz                 |
| Ecuador       | Brice Leverdez         | Yoana Martínez    | Francisco Ugaz Juan Jose Espinosa  | Ana Moura Filipa Lamy                | Javier Jimeno Valeria Rivero             |
| Fidschi       | Marco Vasconcelos      | Michelle Chan     | Ryan Fong Burty Molia              | Renee Flavell Michelle Chan          | Craig Cooper Renee Flavell               |
| Kuba          | Pablo Abián            | Agnese Allegrini  | Lenaic Luong Nabil Lasmari         | Solángel Guzmán Leydi Edith Mora     | Klaus Raffeiner Agnese Allegrini         |
| Iran          | Nabil Lasmari          | Ana Moura         | Ali Shahhosseini Nikzad Shiri      | Negin Amiripour Sahar Zamanian       | nicht ausgetragen                        |
| Estland       | Kristian Nielsen       | Kati Tolmoff      | Tuomas Nuorteva Mikko Vikman       | Lucía Tavera Sandra Chirlaque        | Anton Nazarenko Evgenia Antipova         |
| Kenia         | Greg Orobosa Okuonghae | Shannon Pohl      | Abraham Otagada Edicha Ocholi      | Delphine Nakanyika Ogar Siamupangila | Greg Orobosa Okuonghae Ogar Siamupangila |
| Mexiko        | nicht ausgetragen      | nicht ausgetragen | nicht ausgetragen                  | nicht ausgetragen                    | nicht ausgetragen                        |
| Miami         | Andrew Dabeka          | Zhou Mi           | Mike Beres William Milroy          | Jamie Subandhi Kuei Ya Chen          | Mike Beres Valérie Loker                 |
| Nouméa        | nicht ausgetragen      | nicht ausgetragen | nicht ausgetragen                  | nicht ausgetragen                    | nicht ausgetragen                        |
| Peru          | Nabil Lasmari          | Claudia Rivero    | Mike Beres William Milroy          | Cristina Aicardi Claudia Rivero      | Mike Beres Valérie Loker                 |
| Puerto Rico   | José Antonio Crespo    | Lucía Tavera      | Guilherme Kumasaka Guilherme Pardo | Jennifer Coleman Lauren Todt         | Andrés Corpancho Valeria Rivero          |
| Samoa         | Marco Vasconcelos      | Michelle Chan     | Sene Tokuma Tupu Fua               | Susan Dobson Tania Luiz              | Craig Cooper Renee Flavell               |
| Slowakei      | Dmytro Zavadsky        | Anne Hald         | Zvonimir Đurkinjak Jakub Bitman    | Elena Shimko Tatjana Bibik           | Anton Nazarenko Elena Chernyavskaya      |
| Südafrika     | Kaveh Mehrabi          | Lucía Tavera      | Dorian James Willem Viljoen        | Jade Morgan Annari Viljoen           | Chris Dednam Annari Viljoen              |